# 砲術
砲術（ほうじゅつ）
- 火縄銃や大筒、棒火矢などを用いる日本式の伝統的な射撃術のこと。以下に詳述する。
- 西洋式の大砲などを撃つ技術。1.の大筒を扱う部分から訳語として採用された。

## 日本の伝統的な砲術
天文12年（1543年）、ポルトガル人が種子島に砲術を伝えた。
三箇条の相伝であるといい、それは、(1) 「心を正しくして思邪なし」、(2) 「身を直ぐにして気を正しくす」、(3) 「一眼を眇して的に中す」であった。
種子島時尭の臣である篠川小四郞はこの術を習い、百発百中するに至ったという。
砲術は、火縄銃が弓術と比較すれば命中率と速射が及ばない事に対し戦国時代の時点で射撃の名手（「砲術家」）が主に命中と速射に重点を置きあみだした射撃術である。これに江戸時代に入ると日本独特と云われる大筒抱え打ちの業（大鉄砲）が加わった。江戸時代の最盛期には400もの流派があったという。
特徴は命中に重点が置かれ、射距離によって標的のどの部分を狙うか、伝書に図入りで示され、目的に応じた各種の「射撃姿勢」が描かれ，各据銃姿勢による体の各部位の力の配分や、息遣い、また、「寒夜聞霜（照準時の心持として寒夜に霜を聞くことができるような精神統一）思無邪（おもいよこしまなし）」等を名言として伝えた。また遠距離を狙う場合、単に照星、照門（先目当、前目当）での照準にとどまらず、二つの照準器の間に在る小型の照準器との兼ね合いで照準したり、照門に「矢倉（やぐら）」と云う秘伝のアタッチメント「照尺」を付け、仰角をつけて撃つ等の業があり、また距離、口径、季節等の変化に対応した、火薬剤の配合比率等が秘伝として伝えられた。
天保年間に高島秋帆によって西欧の火器用兵術が紹介され、殊に武州徳丸原（ぶしゅうとくまるがはら＝現、東京都板橋区高島平）での公開演練の後は、江戸幕府や西南雄藩において「高島流砲術」として導入され急速に普及した。
これはこれまでの砲術と異なって、命中精度より集団運用によるいわゆる「弾幕を張る」等の用兵が主であり、それまで日本に無かった「号令」（日本には「命令」はあっても「号令」は無かったと云う）による一糸乱れぬチームーワークで火器を駆使するための戦術プラス銃砲術の性格を持ったものであった。折りしも欧米列強の外圧や幕末の動乱等の時代に至り急速に普及した。さらに江戸幕府及び西南雄藩等では独自にイギリス、フランスの教練書を翻訳し、銃器や戦術の進歩に対応した『英國歩兵練法』『佛蘭西歩兵操練書』等の教練書を作成して「鉄砲組」は「歩兵隊」または「銃隊」へと改組され、これまでの和流砲術家達も洋式砲術を学びなおす等により和流砲術は消滅していったが、明治以降一部の流派は祭礼の行事として残り空砲による発砲演武が行われてきた。福岡市では昭和の初め頃まで海上に向けて実弾を放ったと伝えられる。第二次大戦後、他の武道と同様にそれらは禁止されたが、昭和39年（1964年）公の場で武道として火縄銃演武が認められ、東京五輪の「射撃競技」の開始式典で大戦前から伝統の米沢市の「砲術隊」等による演武が行われた。これによりそれまで好事家にしか知られていなかった鉄砲術やその伝書が広く人々に周知され、各地に「地域おこし」の鉄砲隊が誕生した。それらの中には砲術流派を名乗るものも多いが、それらは藩政時代の伝書からの再興によるものである。

## 西洋砲術
幕末に西洋軍事科学の普及拡大の端緒を開いた高島秋帆が、幕命を受けて西洋砲術の秘伝を伝授した最初の門人が、幕臣の下曽根信敦と江川坦庵であった。この両名による塾を中心に西洋砲術が広まった。

## 重要な砲術家
- 津田算長 - 根来鉄砲の普及者。津田流砲術創始者[2]。
- 高島秋帆 - シーボルトから西洋砲術を学び普及した[3]。高島流砲術の創始者[4]。
- 江川英龍（坦庵） - 西洋砲学術の普及を行った[5]。
- 井上正継 - 井上流（外記流）の創始者[6]。

## 流派

### 『武芸小伝』に記載の流派
『本朝武芸小伝』（『武芸小伝』）は、武芸全般を扱う列伝形式の書で最初のものとされる。享保元年（1716年）刊行。
- 津田流 - 紀州小倉の人・津田監物が流祖[10]。『武芸小伝』によると、監物は砲術を好んで種子島に渡り、十余年在島した後、天文13年（1544年）に紀州に戻った[10]。監物は子の自由斎にその術を伝え、自由斎の門下では奥弥兵衛が神のごとくその妙を得た[10]。また、自由斎や奥弥兵衛の流派は「自由斎流」とも呼ばれる[11]。『鉄炮記』などに、監物は種子島から鉄砲1挺を持ち帰ったと記されているが[12]、天文2年（1533年）に入唐して鉄砲を持ち帰ったとの別説もある[13]。津田流の門弟には毛利高政[14]などがいる。
- 一火流 - 筑前の士・泊兵部少輔一火の流派[15]。一火は天正年中（1573–1592年）、種子島に7年在島し、妙旨を究めた[15]。弟子に岡田助之丞重勝[15]。
- 田付流 - 流祖は田付兵庫助景澄（宗鉄）[16]。景澄は徳川家康に仕え[16]、その子孫は幕府の鉄砲方を務めた[17]。
- 井上流（外記流[18]） - 井上外記正継が流祖[19]。正継は播州英賀城主・井上九郎左衛門の子（または九郎左衛門正信の孫[18]）で、酒井忠世に属した[20]。後に徳川秀忠に仕え[19]、以後、井上氏は幕府の鉄砲方として続いた[21]。「外記流」は主に西国での呼び方[22]。
- 田布施流 - 河内の田布施源助忠宗が祖[23]。忠宗は天文6年（1537年）に南蛮に赴き、鉄砲の奥旨を得たという[23]。忠宗の弟子・酒井市之丞正重は慶長年中（1596–1615年）、徳川家康に技を披露した[23]。正重の門人に山内太郎兵衛久重がいる[23]。
- 稲富流 - 丹後田辺の稲富伊賀入道一夢が流祖[24]。一夢の祖父・相模守祐秀が佐々木少輔次郎より銃術を学び、稲富流を立てたという[11]。一夢は一色家、細川忠興に仕え、のち徳川家康に仕官した[24]。
- 西村流 - 西村丹後守忠次の流派[25]。忠次の弟子に種田木工助、その弟子に浅香四郎左衛門朝光がいる[25]。朝光は慶長年中の人という[25]。
- 一二斎流 - 流祖は藤井河内守[26]。
- 三木流 - 三木茂大夫が流祖[27]。茂大夫は火術を好み棒火矢に達した[27]。

### その他の和流砲術
- 岸和田流 - 薩摩の商人・岸和田が始めたとされる[28]。天文20年（1551年）以前に関東地方に伝わった[29]。
- 安見流 - 安見右近丞一之が祖[30]。安見隠岐・稲富一夢・田付宗鉄の3人が京・田舎で鉄砲の名人と噂されたという[31]。
- 関流 - 流祖は関八左衛門之信（1596–1671）[32]。之信は初め上杉家の家臣で、後に上総久留里藩主・土屋利直に仕えた[32]。大筒の名人といわれた[33]。
- 武衛流 - 三木流棒火矢術や中川流短筒術を学んだ武衛市郎左衛門が創始した[34]。
- 藤岡流 - 棒火矢筒と合図火矢を得意とする[34]。
- 中島流 - 中嶋太兵衛長守の流派[34]。棒火矢や火術を得意とする[34]。
- 自覚流 - 流祖は薬師寺宇右衛門種永[35]。薬師寺氏は祖父・藤左衛門の代より砲術を扱い、種永の父・久左衛門種広は鍛錬流を立てた[35]。種永は父と共に島原の乱に参戦し、乱後にオランダ人から学び、大砲術を得意とする自覚流を起こした[35]。薬師寺家は高島家と共に長崎港砲台を受け持った[35]。
- 荻野流 - 荻野六兵衛安重（1613–1690）が流祖[36]。
- 天山流（荻野流増補新術） - 荻野流砲術を学んだ信州高遠藩士・坂本孫八俊豈（1745–1803、号は天山）が始めた[37]。天山は安永7年（1778年）に、左右に180度の旋回ができ、80度の仰角を取ることができる砲台「周発台」を考案し、これを利用した戦術や兵制などを研究した[37]。
- 森重流（合武三島流） - 周防出身の森重靱負都由（1759–1816）が流祖[38]。都由は三島流の船戦法や天山流などの砲術流派、合武伝法、甲越の兵学を学んで流派を起こした[39]。享和3年（1803年）、浪人だった都由は出役の砲術師として幕府に仕え、文化4年（1807年）、箱館沖で軍船火攻の演武を行った[39]。
- 陽流
- 長府藩櫟木流砲術[40]

### 西洋流砲術
- 高島流 - 高島秋帆が創始した西洋流砲術[41]。秋帆は荻野流や天山流を学んだ後、オランダ人から西洋砲術を習得[41]。オランダ製の火器数百門をそろえ、天保10年（1839年）頃より高島流を唱えた[41]。

西洋流砲術は他に西洋流、威遠流、佐久間流などがある。

## 参考資料
- 『江戸の砲術 －砲術書から見たその歴史－』 板橋区立郷土資料館、2007年